# Psychoda transversa
Psychoda transversa és una espècie d'insecte dípter pertanyent a la família dels psicòdids que es troba a Àsia: l'Índia, incloent-hi l'Himàlaia.